# ノイハウゼン・アウフ・デン・フィルデルン
ノイハウゼン・アウフ・デン・フィルデルン (ドイツ語: Neuhausen auf den Fildern) は、ドイツ連邦共和国バーデン＝ヴュルテンベルク州シュトゥットガルト行政管区のエスリンゲン郡に属す町村（以下、本項では便宜上「町」と記述する）である。この町はシュトゥットガルト地方（1992年まではミッテレラー・ネッカー地方）およびシュトゥットガルト大都市圏に属す。
昔ながらのシュヴァーベン語によるこの町の名前は、Nuihausa であり、南西約 15 km に位置する Häfner-Nuihausa（現在のアイヒタールのノイエンハウス地区）と区別するために、近隣地域の地元の人から古くは、Katholisch-Nuihausa（カトリックのNuihausa）とも呼ばれていた。

## 地理

### 位置
ノイハウゼンは州都シュトゥットガルトの南東 15 km のフィルダー平地に位置している。

### 自治体の構成
この町には、ノイハウゼン・アウフ・デン・フィルデルン以外に地区はない。町域内には、離れた集落ホイスレンがある。

### 隣接する市町村
この町は、北はオストフィルデルン、北東はデンケンドルフ、南東はウンターエンジンゲン、南はヴォルフシュルーゲン、西はフィルダーシュタット（以上、いずれもエスリンゲン郡に属す）と境を接している。

### 土地利用
2020年現在のこの町の用途別土地面積および占有率は以下の通りである。
| 用途         | 面積 (ha) | 占有率 (%) |
| ------------ | --------- | ---------- |
| 住宅用地     | 139       | 11.2       |
| 商工業用地   | 61        | 4.9        |
| レジャー用地 | 11        | 0.9        |
| 交通用地     | 127       | 10.2       |
| 農業用地     | 618       | 49.6       |
| 森林         | 249       | 20.0       |
| 水域         | 6         | 0.5        |
| その他       | 35        | 2.8        |
| 合計         | 1246      | 100.0      |

## 歴史

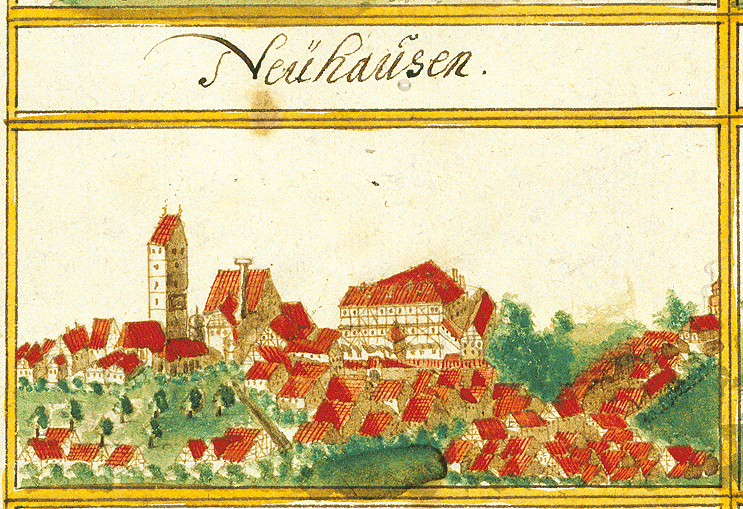
1683年に描かれたノイハウゼン・アウフ・デン・フィルデルン

### 中世から19世紀まで
ノイハウゼンの最初の文献記録は1153年になされている。この集落は当時、地元貴族のノイハウゼン領主家の支配下にあった。1269年にノイハウゼンはホーエンベルク家のレーエンとなった。14世紀にホーエンベルク伯ルドルフ3世が借金のために所領を維持できなくなり66,000ゴルトグルデンでハプスブルク家の所有となり、フォルダーエスターライヒに属した。宗教改革の時代に周辺の村は福音主義に転向し、ノイハウゼンはフォルダーエスターラーヒ＝カトリックの孤島となった。1650年、相続権のある娘マーガレーテ・ズーザンネ・フォン・ノイハウゼンとゲオルク・ヴォルフガング・フォン・ローテンハンとの結婚によりノイハウゼンの領主権はこの貴族家のものとなった。1769年にシュパイヤー司教領主がこの集落を獲得した。ナポレオン・ボナパルトによる南西ドイツの新秩序により、この村はまず1803年にバーデン選帝侯領となったが、1806年に領土交換によってヴュルテンベルク王国領となり、1808年にオーバーアムト・エスリンゲンに編入された。

### 20世紀
ナチ時代のヴュルテンベルクの郡再編によりノイハウゼンは1938年にエスリンゲン郡に属すこととなった。第二次世界大戦後この村はアメリカ管理地区の一部となり、新設されたヴュルテンベルク＝バーデン州に属した。この州は1952年に現在のバーデン＝ヴュルテンベルク州となった。
1969年まで、イエズス会のオーバードイツ管区は修練院をノイハウゼンに置いていた。1973年の地域再編でノイハウゼンは独立を維持した。

## 住民

### 人口統計
- 1843年: 02,462人
- 1965年: 07,569人
- 1970年: 08,801人
- 1975年: 09,548人
- 1980年: 10,034人
- 1985年: 10,385人
- 1990年: 10,851人
- 1995年: 10,485人
- 2000年: 10,870人
- 2005年: 11,463人
- 2010年: 11,349人
- 2015年: 11,741人
- 2020年: 11,971人

1865年以降の数値はバーデン＝ヴュルテンベルク州統計局による

### 宗教統計
Zensus 2011 によれば、住民の 27.3 % が福音主義、40.0 % がローマ＝カトリックの信者であり、32.8 % がその他の宗教の信者または無宗教であった。プロテスタントとカトリックの信者数はこれ以後減少し、法的に認められたいずれの宗教団体にも属さない人がほぼ 46 % と、相対的多数を占めるようになっている。2019年12月末には、福音主義信者 23.6 %、ローマ＝カトリック信者 31.1 %、その他の信者または無宗教者は 45.3 % であった。

## 行政

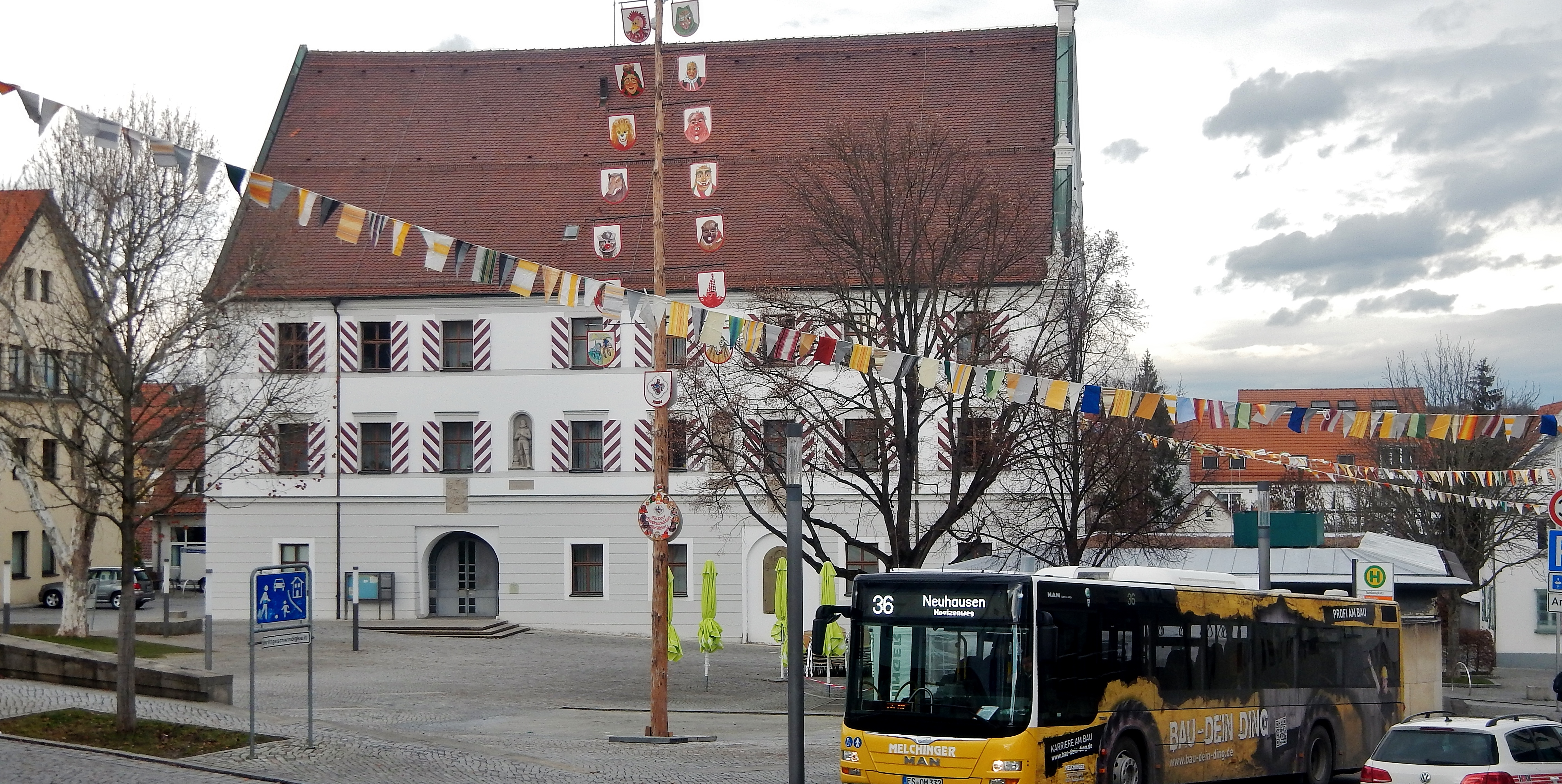
ノイハウゼン・アウフ・デン・フィルデルンの町役場。かつてのノイエス・シュロス

### 議会
ノイハウゼンの町議会は22議席からなる。町議会はこれらの選ばれた名誉職の議員と議長を務める町長によって構成される。町長は議会において投票権を有している。

### 首長
第二次世界大戦後の町長を列記する。
- 1945年4月 - 1946年3月: エドゥアルト・ヘルムレ（委任）
- 1946年 - 1976年: アルフォンス・フリック (CDU)
- 1976年 - 1995年: ヴェルナー・プレーク (CDU)
- 1995年　- : インゴ・ハッカー (Freie Wähler)

ノイハウゼン・アウフ・デン・フィルデルンの旗

### 紋章と旗
図柄: 銀地に、緑の大枝を上る赤い獅子。
この町は、20世紀の初め頃に一時期、青地に緑の三峰の山の上に黒い十字という紋章学の配色ルールに反する紋章を非公式に使用していた。遅くとも1930年には、1754年に断絶した地元貴族ノイハウゼン家の紋章を採用した。内務省は1967年4月19日に旗の色を認可した。

### 姉妹自治体
- ペロナ（フランス、アン県）[9]: リヨンの北東 50 kmに位置する町である。

## 文化と見所

### クラブ
ノイハウゼンには町を活性化する多彩なクラブが存在する。たとえば以下のクラブがある。
- DPSG ノイハウゼン（ボーイスカウト）
- ノイハウゼン消防団
- FV ノイハウゼン 1920 e.V.（サッカー）
- MGV ノイハウゼン 1851 e.V.（合唱とダンス）
- ムジークフェライン・ノイハウゼン e.V.（音楽）
- ナレンブント・ノイハウゼン 1965 e.V.（カーニバル）
- TC ノイハウゼン e.V.（テニス）
- テアターフェライン・ノイハウゼン/フィルデルン e.V.（演劇）
- TSV ノイハウゼン 1898 e.V.（バドミントン、ハンドボール、格闘技、陸上競技、リハビリスポーツ、スキー/スノーボード、ダンス、体操、バレーボール部門を持つスポーツクラブ）
- ノイハウゼン/フィルデルン卓球愛好会 1973 e.V.
- ノイハウゼン・フィルデルン小動物飼育協会

### 博物館
オーベーレス・シュロス内のネオルネサンス様式の部屋を利用したフォルクシャー・サロンの他にも、たとえば埋葬文化博物館がある。この博物館の最も重要な文化財が、1563年にゼム・シュレールがシュトゥットガルトのアルテス・シュロスの城館礼拝堂の祭壇のために製作した石の十字架である。1819年にヴュルテンベルク王ヴィルヘルム1世がノイハウゼンのカトリック教会にこの石の十字架を下賜した。

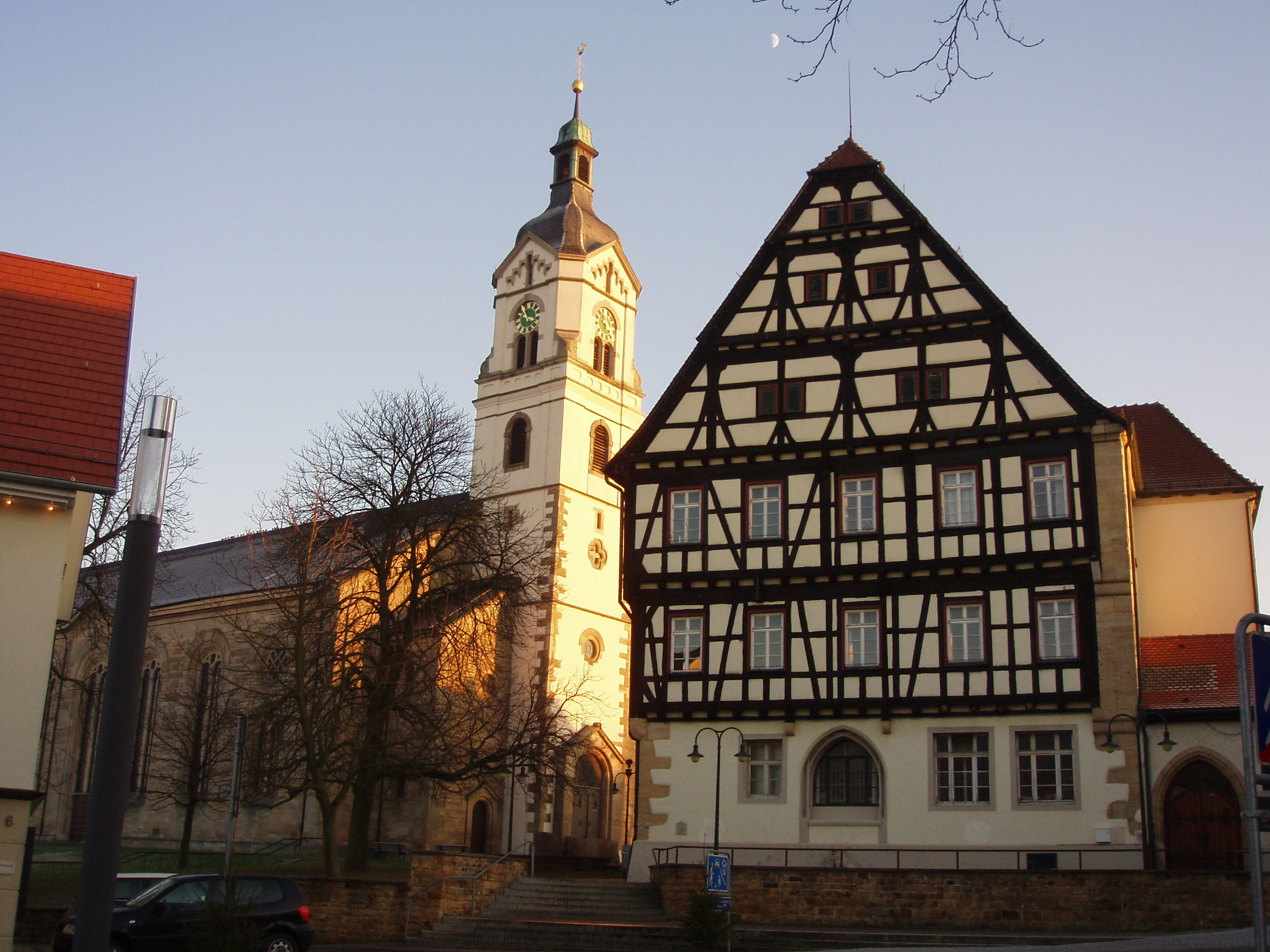
聖ペトルスおよびパウルス教会（左）とアルテス・シュロス（右）

### 建造物
- ネオロマネスク様式のバシリカである聖ペトルスおよびパウルス教会（1850-1852年）は、ヨーロッパ最大のドルフキルヒェ（直訳: 村の教会）とされている。エーバーハルト・フリードリヒ・ヴァルカー（ドイツ語版）によって1854年に建造されたオルガンの他に、1977年に文化財に指定された1762年に製作されたヒエロニムス・シュピーゲルの小型オルガン（ドイツ語版、英語版）があり、その前にはノイハウゼンの聖母礼拝堂がある。
- アルテス・シュロス（1518年、直訳: 古い城館）オーベーレス・シュロス（直訳: 上の城館）とも呼ばれる。
- ノイエス・シュロス（1561-1567年、直訳: 新しい城館）町の行政機関が入居している。

### 年中行事
- ノイハウゼンのカーニバル、毎年
- ビールヴェッケトゼ、2年ごとに開催される村祭り。2001年には約2万人が訪れた。その後中断したが、2008年に再開された。
- ノイハウゼンのオルガンコンサート

## 経済と社会資本
いくつかの大企業の下請け業者、中小企業、多くの手工業者およびサービス関連業者が約5,000人の雇用を形成している。2012年12月31日現在の通勤者収支は、外からこの町に働きに来る人が 4,684人、この町から外に働きに出る人が 3,803人である。

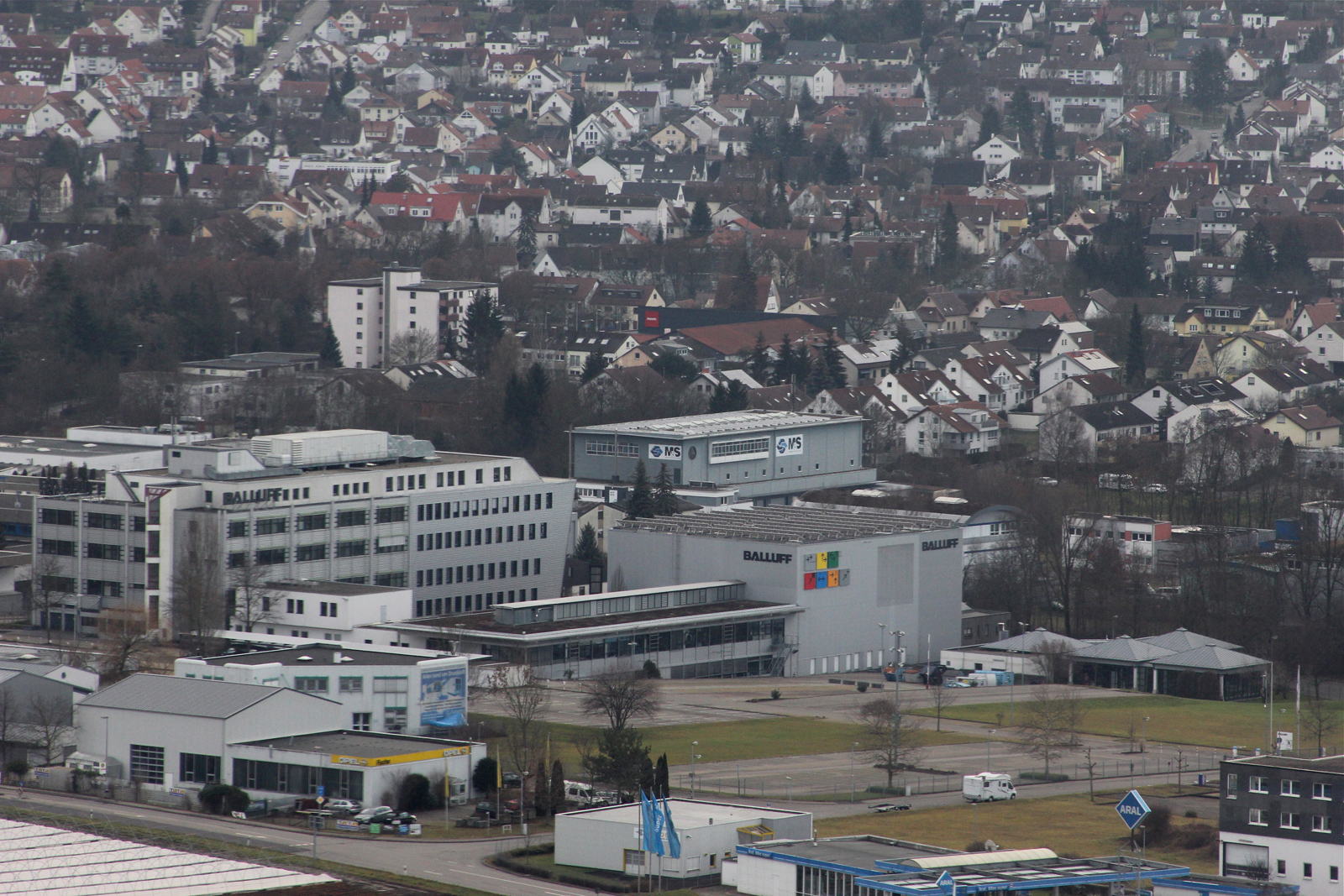
バルフ本社

### 地元企業
- バルフ GmbH、センサーの製造
- バイヤー・ザニター、衛生用品
- FANUC、日本のコンピュータ数値制御装置、工業用ロボット、工作機械製造業者の下請けおよびヨーロッパ・サービス担当
- フックス・ハイツングスバウ GmbH、暖房器具製造
- エレクトロ・ケルヒャー GmbH、電子機器
- クラウス・ヴァイス・エレクトロアンラーゲン GmbH、電子機器、オートメーション化
- メルセデス・ベンツ中古パーツ・センター
- パトリック・バイヤー造園・土木
- フェニックス医薬品販売、医薬品大手取次業者フェニックスグループの下請け業者、販売センター
- レーヴェ、スーパーマーケットチェーンの中央倉庫
- ティッセンクルップ・エレベーター
- S3 保険サービス・ソリューション GmbH

### 交通
ノイハウゼンにはアウトバーン8号線（A8号線）シュトゥットガルト - ミュンヘン線のインターチェンジがある。
エヒターディンゲンのシュトゥットガルト空港はこの町の西側に接している。
ノイハウゼンには鉄道路線がない。最寄りの駅は、ベルンハウゼン近郊のフィルダーシュタット駅およびエスリンゲンやヴェンドリンゲンにある。シュトゥットガルト・シュタットバーンは、北の隣町オストフェルデルン＝ネリンゲンに2つの駅 (U7, U8) がある。バス路線 35, 36, 73, 120, 121 がこの町とフィルダーシュタット、オストフェルデルン、エスリンゲン、ラインフェルデン＝エヒターディンゲン、シュトゥットガルトとを結んでいる。
1929年から1978年までノイハウゼンは、ネリンゲン経由でエスリンゲンまでの市電網で結ばれていた。その線路と架線はノイハウゼン町内では完全に撤去された。また、1983年まではフィルダー鉄道で結ばれてもいた。この路線も現在では自転車道および産業道路として利用されている。所々に建つ建物や通りの名前（バーンホーフ通り）が、かつての存在を思い起こさせるだけである。
ノイハウゼンは、Sバーン路線S2号線（ショルンドルフ - ヴァインシュタット - ヴァイブリンゲン - シュトゥットガルト - ラインフェルデン - 空港/メッセ - フィルダーシュタット）の延伸により、2026年までにシュトゥットガルトSバーンに接続する予定である。この計画は2013年に決定した。

### 教育
ノイハウゼンには本課程学校および実科学校としてフリードリヒ＝シラー＝シューレがある。シラーシューレは2016/17年の学年からゲマインシャフツシューレとなった。この他に全日制基礎課程学校モーツァルトシューレがある。
ノイハウゼンには、幼稚園が11園（町立 3園、カトリック教会 4園、福音主義教会 2園、乳幼児センター 1園、TSVノイハウゼン 1園）ある。
連邦技術救援隊 (THW) は、ノイハウゼンのTHW-訓練センターで数多くのボランティアや専門隊員の養成を行っている。訓練センターはノイハウゼン以外ではニーダーザクセン州のホーヤにある。

### 上下水道
ノイハウゼンは、フィルダー水供給目的連合に加盟しており、ここから飲料水の多くの部分を得ている。残りは東のリートブルネンから採取している。排水の浄化は、ズルツバッハタール汚水処理場で行っている。

## 人物

### 出身者
- アントン・ヴァルター（1752年 - 1826年）楽器製作者
- オットー・フォルク（1892年 - 1989年）数学者、天文学者

### ゆかりの人物
- フランツ・ヴォールファールト（1964年 - ）サッカー選手、スポーツディレクター。VfBシュトゥットガルト在籍時にこの街に住んだ。
- マヌエル・シュペート（ドイツ語版、英語版）（1985年 - ）ハンドボール選手

## 参考図書
- August Friedrich Pauly, ed (1845). “Neuhausen”. Beschreibung des Oberamts Eßlingen. Die Württembergischen Oberamtsbeschreibungen 1824–1886. Band 21. Stuttgart / Tübingen: Cotta’sche Verlagsbuchhandlung. pp. 211–218
- Sönke Lorenz, Andreas Schmauder, ed (2003). Neuhausen. Geschichte eines katholischen Dorfes auf den Fildern. Filderstadt: Markstein-Verlag. ISBN 978-3-935129-11-4
- Markus Dewald (2001年). “Die Zahl der Narren ist unendlich. Fastnacht in Neuhausen – Von der Dorffastnacht zur organisierten Narrenschau”. 2022年6月21日閲覧。（書誌情報およびフルテキストのPDFファイルへのリンクページ）
- Der Landkreis Esslingen. 2. Ostfildern: Jan Thorbecke Verlag. (2009). p. 245. ISBN 978-3-7995-0842-1